# Souderton
Souderton es un borough ubicado en el condado de Montgomery en el estado estadounidense de Pensilvania. En el año 2000 tenía una población de 6,730 habitantes y una densidad poblacional de 2,322.7 personas por km².

## Geografía
Está situada en las coordenadas 40°18′37″N 75°19′18″O / 40.31028, -75.32167 y tiene una superficie de 2,9 km².

## Demografía
A partir del censo de 2000, había 6.730 personas, 2.635 hogares y 1.765 familias que residían en la ciudad. La densidad de población fue 2,320.1/km². La composición racial de la ciudad era 91,69% blanco, 1,00% afroamericanos, 0,19% americanos nativos, 3,98% asiáticos, 0,03% De las islas del Pacífico, 1,86% de otras razas, y el 1,25% de dos o más razas. Hispanos o latinos de cualquier raza eran el 4,29% de la población.

## Gobierno
Está gobernada por un alcalde y nueve conserjes de ciudad.